# Millenary Petition
 (décembre 2017).
Si vous disposez d'ouvrages ou d'articles de référence ou si vous connaissez des sites web de qualité traitant du thème abordé ici, merci de compléter l'article en donnant les références utiles à sa vérifiabilité et en les liant à la section « Notes et références ».
La Pétition Millénaire ou The Millenary petition est une pétition adressée à Jacques Ier, roi d'Angleterre, en 1603 par les membres puritains afin d'éliminer les derniers rites catholiques dans l'Église anglicane (signe de croix lors du baptême, génuflexion devant l'autel, port du surplis). Cette pétition semble avoir également demandé une nouvelle traduction de la Bible sans notes ni commentaires. Le monarque organise la conférence d'Hampton Court qui réunit anglicans et puritains en 1604, sans aucun succès. 

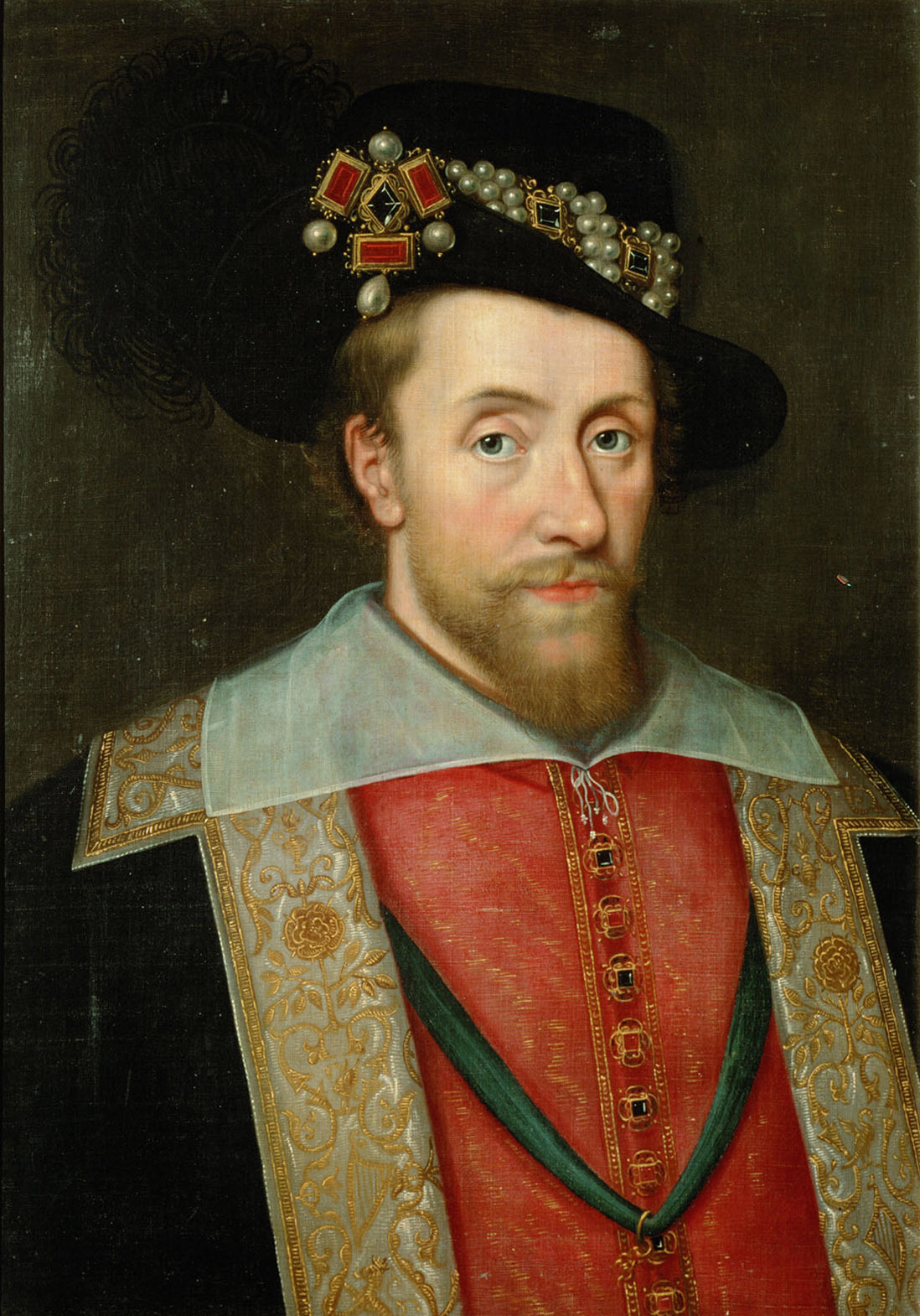
Portrait de Jacques Ier d'Angleterre

## Contexte
Cette pétition est l’œuvre d’environ 600/700 puritains anglais. Le protestantisme est composé de plusieurs courants qui différent et donc, qui s’opposent entre eux. Parmi ces courants, on retrouve les calvinistes qui sont majoritaires en Écosse. En Angleterre, ils sont minoritaires et se font appeler « puritains ». Tous les courants protestants, et donc les puritains, s’opposent généralement de façon violente au catholicisme qui reste solidement implanté au Nord de l’Angleterre, ainsi que dans les terres gaéliques écossaises des Highlands. En Irlande, le catholicisme est devenu le marqueur identitaire des Gaëls. Les puritains sont donc des protestants qui veulent purifier l’Église d’Angleterre des pratiques catholiques et qui prônent un christianisme plus rigoriste.
Le 24 mars 1603, Elizabeth Ire, reine d’Angleterre depuis plus de 40 ans, meurt sans aucun enfant pour lui succéder et sans qu’elle n’ait désigné son successeur. Pendant son règne, l’anglicanisme semble triompher. Jacques VI d’Écosse, fils de Marie Stuart et arrière-petit-fils de Marguerite Tudor (sœur d’Henri VIII), espère lui succéder mais craint qu’on lui subtilise sa place sur le trône et fait donc des promesses secrètes aux trois groupes religieux qui existent en Angleterre (anglicans, puritains et catholiques). C'est finalement lui qui devient roi d'Angleterre, d'Écosse, d'Irlande et de France. À son arrivée au pouvoir, le nouveau souverain doit rapidement faire face à des problèmes non résolus par sa prédécesseur. Ces problèmes sont principalement religieux et sont énoncés par une délégation de puritains au souverain alors qu’il est de passage à York, à l'occasion de son voyage d’entrée en possession.

## Contenu de la pétition

### Une pétition adressée au roi d'Angleterre
D'abord, l'objectif est de gagner la confiance du souverain. Pour cela, les puritains lui souhaitent d'assurer son Salut, le but suprême de tout chrétien. Les puritains tentent également de le légitimer en le désignant par son titre. Ils essayent également de le rassurer, démentant un éventuel schisme, qui signifierait alors que les puritains ne reconnaissent pas l’autorité du chef de l’Église anglicane, à savoir le roi d’Angleterre. Les puritains mettent également en avant leur loyauté, leur soumission et leur respect à l'égard du nouveau roi. De plus, les puritains mettent d’égal à égal Dieu et Jacques VI-I. 
Ensuite, les puritains demandent au roi une réforme de l'Église d'Angleterre. En outre, ceux-ci veulent modifier l’organisation de l’Église d’Angleterre, au profit du système presbytéro-synodal, inspiré des calvinistes français et genevois ; dans chaque localité, il y a un consistoire appelé presbitery par les Écossais. Il est présidé par le pasteur. Au sein du consistoire, le pasteur est assisté par des notables laïcs appelé « anciens », dont la tâche est de surveiller les mœurs de tous les habitants de la localité. Les pasteurs et les anciens délèguent des représentants à un synode provincial qui est réuni régulièrement. Il prend des décisions qui doivent s’appliquer à tous les consistoires. Lorsque le besoin s’en fait sentir, les synodes provinciaux délèguent des représentants à un synode général qui prend des décisions valant à toute l’Église nationale. Dans ce système, il n’y a pas d’évêques. Cela pose problème car Jacques veut conserver les évêques. Par réforme, ils entendent également mettre un terme à l’Anglicanisme élisabéthain définit par les Trente-neuf articles de 1563 ; cette version de l'anglicanisme est caractérisée par un mélange de quelques éléments catholiques, beaucoup d’éléments luthériens et certains éléments calvinistes. 
Enfin, cette pétition est destinée à dénoncer les pratiques de l'Église d'Angleterre sous le règne d'Elizabeth Ire. Les puritains semblent exagérer en dénonçant les « abus » de cette Église. En réalité, il s’agit pour les puritains de réformer cette Église, notamment en supprimant les éléments des autres courants religieux qui ne leur conviennent pas. D'ailleurs, ces abus sont assimilés à des offenses voire comparés à une maladie qui gangrène l’Église d’Angleterre. Les puritains tentent de flatter le roi en lui confiant une mission de nature divine qui consiste à nettoyer cette Église. 

### Les revendications énoncées par les puritains
On peut d'abord citer des revendications en matière liturgiques qui sont essentielles pour les puritains. Elles font d'ailleurs écho à la querelle des ornements. Pour cela, les puritains se réfèrent à la Loi des Trente-Neuf Articles de 1763 qui est une série d’articles qui définissent l’Église d’Angleterre. Ils citent également le Livre de Prières de 1559 qui définit la liturgie de l’Église anglaise. Ces textes maintiennent un certain nombre de rites catholiques comme la présence de cierges sur la table de communion, le port du surplis et de la barrette pour les prêtres célébrants, l'agenouillement et le signe de croix. La question du port du surplis par les prêtres dans les églises est au cœur de la querelle des ornements. Ces questions rituelles sont primordiales. Les puritains s'opposent aux rites catholiques. Toutefois, les puritains semblent oublier que la Loi des Trente-Neuf Articles laisse la possibilité aux différentes Églises (particulières ou nationales) de changer ou d’abolir des cérémonies ou des rites, à condition de respecter la parole de Dieu. De plus, les puritains souhaitent limiter la musique et l’usage des instruments comme les orgues dans les églises lors des cérémonies. C'est une nouvelle revendication qui s’oppose au papisme. Le dimanche est un jour sacré pour les puritains ; il doit donc être dédié à la prière et non à la pratique de loisirs qui était autorisé sous Elizabeth, par exemple, ils en demandent donc l'interdiction. Ensuite, les puritains pensent que l’anglicanisme est trop impétré dans les oripeaux papistes. Ainsi, le porte-parole des puritains, Thomas Cartwright, exige l’abandon de tous les rites et de toutes les superstitions papistes et met en cause l’autorité des évêques à qui il reproche de se considérer comme des « successeurs des apôtres ». Cartwright oppose aussi au pouvoir hiérarchique de l’Église les droits supérieurs de la conscience individuelle. Encore une fois, les puritains semblent exagérer puisque les articles élisabéthains reprennent seulement quelques éléments du catholicisme. D’ailleurs, ils reprennent plus d’éléments luthériens que catholiques.
Après, les puritains font des réclamations à propos des pasteurs et de la discipline ecclésiastique. Dans le domaine de la discipline ecclésiastique, il y a une volonté des puritains de voir une Église régie par les ecclésiastiques, conformément à l’Évangile. Certains d’entre eux veulent même une Église gérée par des conseils de prêtres et de laïcs pieux (les presbytères), comme à Genève ou en Écosse. Ainsi, ils sous-entendent une incompétence de l’ancien système ecclésiastique, tourné vers le catholicisme. Ensuite, les puritains se réfèrent au Prayer Book (Livre de prière commune) de 1559, qui est une refonte de celui de 1552. Pour les puritains, les pasteurs ne doivent plus se soumettre au livre, mais plutôt au roi et à ses lois. Les puritains se réfèrent aussi à l’article XXXIII des Trente-Neuf articles qui stipule que l'excommunication est décidée par l’Église elle-même et entraîne l’exclusion de l’Église de l’individu excommunié. Il est alors possible de se réconcilier par la pénitence puis grâce à une décision d’un juge de l’Église. Dans le cadre du catholicisme, ce sont les ecclésiastiques qui sont chargés de l’excommunication. Dans l'anglicanisme, ce sont les juges royaux qui en sont chargés. Quant aux puritains, ils ne sont pas contre la pratique de l’excommunication, mais contre le système mis en place par l’anglicanisme élisabéthain pour la pratiquer. Ils sont contre l’excommunication par les juges royaux. Enfin, les officiers royaux sont accusés de corruption par les puritains. Cette supposée corruption est mise en lien avec la pratique de l’excommunication, ce qui est un moyen pour les puritains de remettre en cause la valeur de l'excommunication selon les modalités de l'anglicanisme d'Elizabeth. 